# Boatlaname
Boatlaname is een dorp in het district Kweneng in Botswana. De plaats telt 1049 inwoners (2011).